# Horacio Espondaburu
Horacio Espondaburu (* 24. September 1855 in Minas, Uruguay; † 27. September 1902 in Montevideo) war ein uruguayischer Landschaftsmaler.

## Leben
Espondaburu, Uruguayer französischer Abstammung, war ein Schüler von Juan Manuel Blanes. Zu den Schülern Espondaburus wiederum gehörte etwa der uruguayische Maler José Alassio (1875–1916).
Im Alter von 30 Jahren erhielt Espondaburu ein Stipendium für einen fünfjährigen Europaaufenthalt. Hier studierte er an Akademie der Bildenden Künste in Madrid und kehrte später nach Uruguay zurück.
Am 22. März 1899 wurde seine Tochter Aurea geboren, die jedoch lediglich drei Monate alt wurde. Er selbst erkrankte an Tuberkulose und starb wenig später 47-jährig in seinem Haus in der calle Industria 138 im montevideanischen Stadtteil Villa de la Unión.

## Werke (Auswahl)
Zu seinen Werken, die sich mit dem Leben der Gauchos befassten, gehören unter anderem das Aquarell Capataz de estancia, das Ölgemälde Tropa de ganado atravesando un arroyo und das Bild El enlazador.

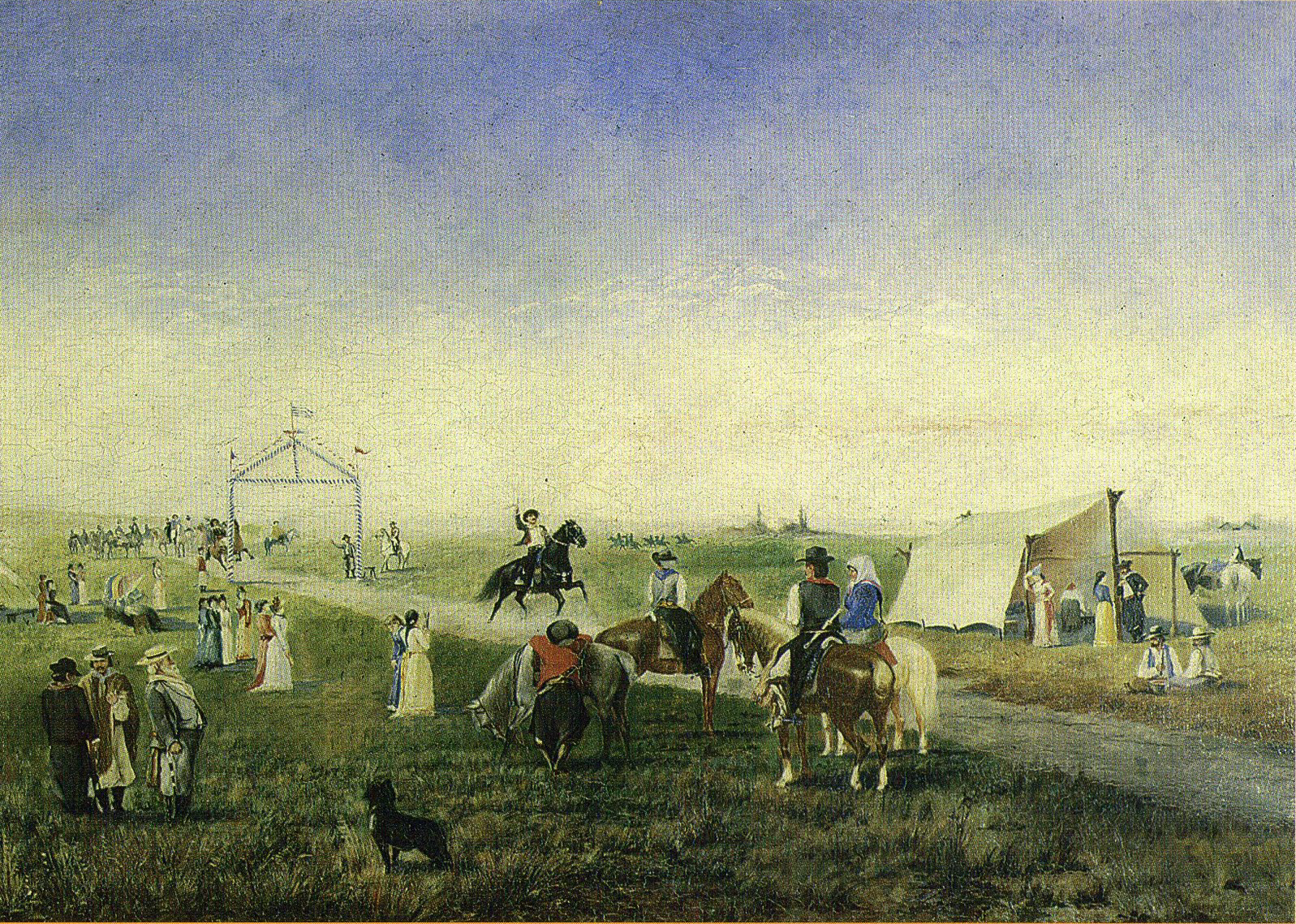
Corrida de sortijas, Ölgemälde auf Leinwand, derzeit befindlich im Museo Histórico Nacional
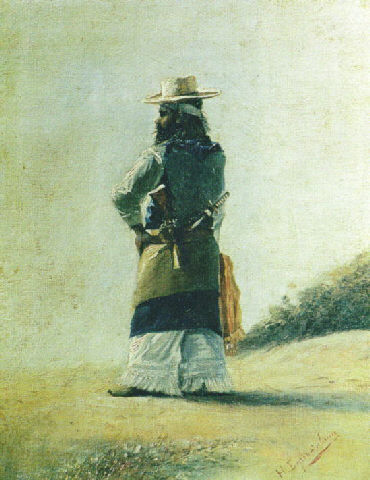
Eines seiner von den Gauchos inspirierten Ölgemälde.